# Viktor Georgievič Kulikov
Viktor Georgievič Kulikov (in russo Ви́ктор Гео́ргиевич Кулико́в?; Verchnjaja Ljubovša, 5 luglio 1921 – Mosca, 28 maggio 2013) è stato un generale e politico sovietico.

## Biografia
Veterano della seconda guerra mondiale, salì i ranghi militari dell'Esercito sovietico fino ad assumere negli anni 70 e 80 un ruolo preminente all'interno del complesso militare-industriale dell'Unione Sovietica, prima come Capo di Stato maggiore generale delle Forze armate sovietiche e poi come Comandante supremo del Patto di Varsavia.
Ufficiale moderno e preparato, diede grande impulso alla preparazione e all'efficienza dell'Esercito sovietico che durante i suoi periodi di comando raggiunse un alto grado di prontezza operativa e una enorme potenza numerica e materiale. Rigidamente determinato a rafforzare la solidità del sistema di potere sovietico ed a contrastare i programmi aggressivi dell'amministrazione americana del presidente Ronald Reagan, nel 1989 venne rimosso dai suoi incarichi dalla nuova dirigenza sovietica di Michail Gorbačëv.
È stato maresciallo dell'Unione Sovietica dal 14 gennaio 1977 fino alla dissoluzione dell'Unione Sovietica. Dopo la dissoluzione dell'Unione Sovietica, Kulikov mantenne il suo prestigio e la sua alta reputazione ed entrò a far parte della Duma di Stato, dove rimase fino al 2003.